# György Mészáros
György Mészáros (Budapest, 30 aprile 1933 – 14 settembre 2015) è stato un canoista ungherese.

## Palmarès

### Olimpiadi
- 2 medaglie:
  - 2 argenti (Roma 1960 nel K-1 4x500 m; Roma 1960 nel K-2 1000 m)

### Mondiali
- 5 medaglie:
  - 1 oro (Mâcon 1954 nel K-2 1000 m)
  - 3 argenti (Praga 1958 nel K-1 4x500 m; Praga 1958 nel K-4 1000 m; Belgrado 1971 nel K-4 10000 m)
  - 1 bronzo (Mâcon 1954 nel K-4 10000 m)